# Patások
A patások (Ungulata) (jelentése: „patával rendelkező” vagy „patás állat”) az emlősök különböző csoportjai, legtöbbjük az általában patában végződő ujjhegyét használja, hogy mozgás közben megtartsa a teljes testsúlyát. Az emlősök több különböző rendjét ölelik fel, melyekből hat-nyolc maradt fenn. Arról megoszlanak a vélemények, hogy vajon a patások kladisztikus (evolúción alapuló) vagy pusztán fenetikus csoport (hasonló, de nem szükségképpen kapcsolatban álló), mert nem minden patás tűnik olyan közeli rokonságban lévőnek, mint azt hitték. A patások hagyományos felosztása: páratlanujjú patások (Perissodactyla), párosujjú patások (Artiodactyla), földimalacfélék (Tubulidentata), előpatások (Hyracoidea), tengeritehenek (Sirenia), és ormányosok (Proboscidea).  A páratlanujjú patások, párosujjú patások és cetek (Cetacea) rendjének tagjai a 'valódi patások', megkülönböztetésül a 'subungulates' (paenungulata) kategóriától, amely magában foglalja az ormányosok, tengeritehenek, előpatások és földimalacfélék rendjének tagjait.
Közismert példái a ma élő patásoknak a ló, zebra, szamár, szarvasmarha, bölény, rinocérosz, teve, víziló, kecske, disznó, birka, zsiráf, okapi, jávorszarvas, szarvas, tapír, antilop és gazella.

## Rokonsági fokok
Páratlanujjú patások (Perissodactyla) és párosujjú patások (Artiodactyla) teszik ki a patások többségét, felölelvén a nagy szárazföldi állatok túlnyomó részét. Ez a két csoport először a késő Paleocén és korai Eocén korszakban jelentek meg (hozzávetőlegesen 54 millió éve), és számos kontinensen gyorsan elterjedtek és különböző igen változatos fajtái alakultak ki és egymással párhuzamosan fejlődtek az óta is.
Bár a patások tipikus morfológiai tulajdonságainak a többségével a bálnák és delfinek (cetek) nem rendelkeznek, a legújabb felfedezések azt sugallják, hogy ezek valószínűsíthetően a korai párosujjú patások leszármazottai, és így közvetlen rokonságban állnak a többi párosujjú patással, úgymint a szarvasmarhával és a vízilóval. Ezeknek a felfedezéseknek a következtében a Cetartiodactylák új rendjét javasolták, amely a párosujjú patások és cetek rendjének tagjait tartalmazza, hogy tükrözze a közös származásukat. Bár az igazat megvallva erre nincs szükség, mert a cetféléket lehetne egyszerűen a patások rendjének alrendjeként is besorolni.
Az előpatások (Hyracoidea), a tengeritehenek (Sirenia) és az ormányosok (Proboscidea) rendje alkotja a Paenungulata taxont (ebbe a rendszertani csoportba tartoznak a már kihalt Embrithopoda és Desmostylia rendek is). A földimalacfélék (Tubulidentata) is patásnak tekintett kategória. Az elefántcickány-félék (Macroscelidea) családját a patásokhoz sorolták be, és vannak is ezt alátámasztó, mind a fogazaton alapuló, mind genetikai jellegű bizonyítékok. Néhány újabb tanulmány a Pseudoungulata klád segítségével a  földimalacféléket (Tubulidentata) a Paenungulata rendszertani csoporthoz kapcsolta. Genetikai vizsgálatok azt mutatják, hogy ezek az állatok nincsenek közeli rokonságban sem a párosujjú patásokkal (Artiodactyla), sem a páratlanujjú patásokkal (Perissodactyla). Ezzel szemben a pseudungulaták legközelebbi rokona az Afrosoricida. A Pseudungulata és Afrosoricida alkotják az Afrotheriát.
A fosszilis rekordban megtalálható patás csoportok között vannak az embrithopodák, demostyliánok (a tengeri emlősök egy kihalt rendje), mesonychidek, „őspatások (Condylarthra)” és számos dél-amerikai és Paleogén családfa.

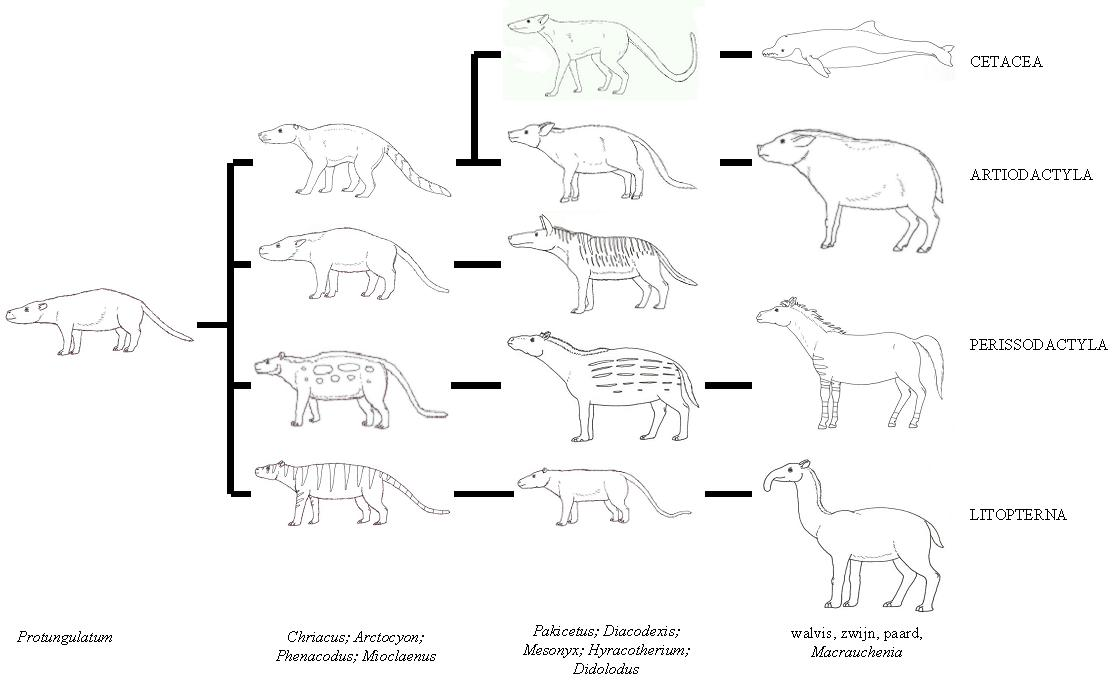
A patások családfája

A patákon túl a legtöbb patásnál visszafejlődtek a szemfogak, gumós zápfogak (zápfogak alacsony, lekerekített csúcsokkal) alakultak ki, a tálusz (astragalus, ugrócsont, csigacsont) (a bokacsontok egyike a lábszár végén) pedig egy rövid, erőteljes fejjel rendelkezik.
A legtöbb modern patás esetében a radius és ulna a mellső végtagban teljes hosszában egyesült; a korai patásoknál, mint például az arctocyonids, nem található meg ez a különleges csontvázstruktúra. A radius és ulna egyesülése megakadályozza, hogy egy patás forgassa az első végtagját. Miután ennek a csontvázszerkezetnek nincs specifikus funkciója a patásoknál, ezt homológ jellegzetességnek tekintik, mely a patásokban és más emlősökben közös. Ez a jellegzetesség közös őstől származhat.
A patások gyorsan elterjedtek az Eocén korban, de úgy gondolják, hogy eredetük egészen a késő Kréta korig nyúlik vissza. A legtöbb patás növényevő, egy néhányuk mindenevő sőt ragadozó – mint például a Mesonychia és a bálnák.
Ez a patások családfája. Megfigyelhető, hogy a paenungulates ki van hagyva belőle, de tartalmazza a bálnákat és a dél-amerikai patásokat, és a közös őst, ahogy néhány tudós gondolja.

## Újabb fejlemények
Azt hogy az emlősök ezen csoportjai egymással a legközelebbi rokonságban vannak, alkalmanként anatómiai és genetikai alapon megkérdőjelezik. Molekuláris törzsfejlődési tanulmányok felvetették, hogy a páratlanujjú patások (Perissodactyla) és Cetartiodactylák közelebb állnak a ragadozókhoz (Carnivora) és a tobzoskákhoz (Pholidota), mint a Pseudungulatához.
A Pseudungulaták néhány tudós szerint molekuláris és DNS-elemzések alapján az Afrosoricidával együtt alkotják az Afrotheria cohort-ot vagy öregrendet. Ez azt jelenti, hogy ezek nincsenek rokonságban a többi patással.
A közép - késő Paleocén alatt, az akkor elszigeteltségben lévő kontinensen létrejött az azóta kihalt dél-amerikai patások rendjei a Meridiungulaták öregrendjéhez tartoznak. Néhányan azt gondolják róluk, hogy nincsenek rokonságban a többi patásokkal, hanem az Afrotheria és a vendégízületesek (Xenarthra) rendekkel együtt az Atlantogenaták öregrendjéhez tartoznak.
Más kihalt patások helyzete tisztázatlan. Az Embrithopodokat, Desmostylianokat és egyéb rokon csoportokat a Paenungulaták rokonaként tartják számon, és így ezek az Afrotheria rend tagjai. A condylarthok következésképpen, a továbbiakban nem tekinthetők minden patás ősének. E helyett most úgy tartják, hogy a condylarthok a  Laurasiatheria öregrend tagjai. Tehát úgy tűnik, az összes patás közül csak a Perissiodacyla és Artiodactyla származott a condylarthokból – feltéve, hogy az évek során a tudósok által a Condylarthrák közé helyezett állatok egymással egyáltalán rokonsági kapcsolatban álltak.
Mindezek következtében, úgy tűnik, hogy a tipikus patás morfológia három független helyről ered: a Meridiungulatából, az Afrotheriából és a „valódi” patások a Laurasiatheriából. Ez egy nagyszerű példája a konvergens evolúció[forrás?]nak. Ezt néhány tudós szkeptikusan fogadta, mondván nincs morfológiai bizonyíték, amely alátámasztaná a patások ilyen sok független kládba való szétosztását.

## Lásd még
- Párosujjú patások
- Páratlanujjú patások
- Cetek

## Fordítás
- Ez a szócikk részben vagy egészben az Ungulate című angol Wikipédia-szócikk ezen változatának fordításán alapul.  Az eredeti cikk szerkesztőit annak laptörténete sorolja fel. Ez a jelzés csupán a megfogalmazás eredetét és a szerzői jogokat jelzi, nem szolgál a cikkben szereplő információk forrásmegjelöléseként.

## Külső hivatkozások
- ULTIMATE UNGULATE .com